# Соловьёв, Виталий Ефимович
Виталий Ефимович Соловьёв (05.04.1923 — 16.04.1966) — заместитель командира эскадрильи 6-го гвардейского штурмового Московского ордена Ленина Краснознамённого ордена Суворова авиационного полка 3-й воздушной армии 3-го Белорусского фронта, гвардии старший лейтенант. Герой Советского Союза.

## Биография
Родился 5 апреля 1923 года в деревне Горевое ныне Нейского района Костромской области в семье служащего. Член ВКП(б)/КПСС с 1943 года. После семилетки окончил в физкультурный техникум. Вернувшись в Нею, работал заведующим отделом физкультуры и спорта райкома комсомола, инструктором культурно-массовой работы при клубе имени Орджоникидзе. Незадолго до войны переехал в Ярославль, работал и одновременно учился в аэроклубе.
15 мая 1941 года был призван в Красную Армию и направлен Балашовскую военную авиационную школу пилотов. Война помешала стать лётчиком. Начать боевой путь Соловьеву пришлось не в авиации, а в пехоте, в разведке. Вырос от старшего сержанта до старшего лейтенанта, командира роты разведчиков. Был ранен.
После госпиталя был направлен в запасной штурмовой авиаполк, где освоил штурмовик Ил-2. В ноябре 1943 года с новым пополнением старший лейтенант Соловьёв прибыл в 6-й гвардейский штурмовой авиационный полк, действовавший на Калининском фронте. В составе полка прошёл до конца войны: освобождал Белоруссию и Прибалтику, громил врага в Восточной Пруссии.
К марту 1945 года старший лейтенант Соловьёв совершил 131 боевой вылет на штурмовку скоплений живой силы и техники противника, нанеся врагу большой урон и был представлен к геройскому званию. Бои продолжались. Последние боевые вылеты гвардеец сделал в небе Восточной Пруссии. К победному маю 1945 года на счету лётчика-штурмовика Соловьёва было уже около 200 вылетов, в которых было уничтожено 15 танков, 75 автомашин с военными материалами, до 45 артиллерийских орудий, 5 поездов, сотни вражеских солдат и офицеров.
Указом Президиума Верховного Совета СССР от 18 августа 1945 года за образцовое выполнение заданий командования и проявленные мужество и героизм в боях с немецко-вражескими захватчиками гвардии старшему лейтенанту Соловьёву Виталию Ефимовичу присвоено звание Героя Советского Союза с вручением ордена Ленина и медали «Золотая Звезда».
После войны продолжил военную службу. В 1958 году окончил Краснознамённую военно-воздушную академию имени Н. Е. Жуковского. Служил старшим лётчиком-испытателем в ГК НИИ ВВС. С 1963 года подполковник Соловьёв — в запасе. Жил в городе Костроме. Скончался 16 апреля 1966 года после непродолжительной тяжёлой болезни. Похоронен в городе Костроме на мемориальном воинском кладбище.

## Награды
Награждён орденом Ленина, тремя орденами Красного Знамени, орденами Александра Невского, Отечественной войны 1-й и 2-й степеней, Красной Звезды, медалями «За боевые заслуги», «За победу над Германией в Великой Отечественной войне 1941—1945 гг.», «За взятие Кенигсберга» и др.

## Память
Имя Героя увековечено на мемориальной доске, установленной на здании Ярославского аэроклуба.